# Genaro Espósito
Genaro Ricardo Espósito (* 17. Februar 1886 in Buenos Aires; † 24. Januar 1944 in Paris), bekannt als El Tano Genaro, war ein argentinischer Bandoneonist, Gitarrist, Pianist, Komponist und Bandleader.

## Leben und Wirken
Der Sohn italienischer Einwanderer, die ein Lebensmittelgeschäft in Buenos Aires betrieben, hatte den ersten Bandoneonunterricht bei Antonio Solari, einem Pionier dieses Instruments. Ebenso wie dieses lernte er auch Gitarre und Klavier nach Gehör zu spielen. Seine professionelle Laufbahn als Musiker begann er 1908 in einem Trio mit einem Gitarristen namens Torres und dem Geiger Federico Lafémina. 1910 trat er mit dem Geiger Agustín Bardi und dem Gitarristen José Camarano im Café La Marina auf 1911 mit Camarano und dem Geiger Enrique Muñecas in einem Café in San Telmo und in der La Buseca in Buenos Aires und im Folgejahr mit dem Geiger Alcides Palavecino und dem Pianisten Harold Philips wieder im La Marina. In der gleichen Zeit spielte er mit dem Orquesta Típica Gennaro Espósito, einem Quartett mit Bandoneon, Klarinette, Gitarre und Geige, seine ersten Aufnahmen ein.
1913 wurden der Geiger David Roccatagliatta und der Pianist Roberto Firpo Mitglieder seiner Gruppe. In dieser Zusammensetzung entstanden Aufnahmen bei Columbia Records. Mit dem Geiger Julio Doutry, dem Flötisten José Fuster und dem Gitarristen José Camarano spielte er beim Label Fonográfico Era, mit dem Geiger Pedro Vicente Festa, dem Flötisten Echeverri und Camarano beim Label Atlanta Aufnahmen ein. Danach trat er im Palais de Glace mit Vicente Pepe (Geige), Vicente Pecci (Flöte) und Guillermo Saborido (Gitarre) und in Cafés in La Boca mit Ernesto Zambonini (Geige) und Juan Carlos Cobián (Klavier) auf. 1918 spielte er im Theater Roma mit seinem Bruder Carlitos als zweitem Bandoneonisten, Alcides Palavecino als Geiger und Vicente Gorrese als Pianist. 1919 nahm er als Mitglied des Orchesters Eduardo Arolas’ (mit ihm, Arolas und José Quevedo am Bandoneon, den Geigern Rafael Tuegols, Julio González und Julio De Caro, dem Pianisten José María Rizzuti und dem Cellisten José Almirall) am Tangofestival in Montevideo teil.
1920 reiste Espósito mit dem Bandoneonisten Manuel Pizarro und dem Geiger Victor Jachia auf einem Frachtschiff nach Marseille. Jachia starb während der Überfahrt, und Espósito und Pizarro reisten nach kurzem Aufenthalt in Marseille nach Paris weiter. Dort traten sie als Orchestra Genaro-Pizarro mit dem Bandoneonisten Güerino Filipotto, dem Pianisten Celestino Ferrer, dem Geiger Pepe Sciuto und französischen Musikern im Cabaret Princesse auf. Nach der Rückkehr Pizarros nach Argentinien 1922 setzte Espósito seine Laufbahn mit dem Orchestre Argentin Genaro Espósito in Frankreich erfolgreich mit Auftritten u. a. im Abbaye der L’Hermitage, dem Club Apollo und dem Club Daunou fort.
1929 gastierte er zur Eröffnung des La Coupole, wo er bis zum Ausbruch des Zweiten Weltkrieges regelmäßig auftrat. In den Sommermonaten spielte er in den Seebädern Frankreichs und Italiens, aber auch im Palace in Brüssel und im Kursaal in Ostende. Als nach dem Überfall Deutschlands auf Frankreich die meisten Nachtclubs in Paris schlossen, verlor Espósito seine Arbeit. Er hatte inzwischen die französische Staatsbürgerschaft angenommen und lehnte den Vorschlag seines Sohnes Teodoro, nach Argentinien zurückzukehren, ab. Im Sommer 1943 trat er als Solobandoneonist vor deutschen Soldaten auf. Im Herbst des Jahres begann er eine Tournee durch Südfrankreich, die er abbrechen musste. Er war an einer Lungenentzündung erkrankt, aus der sich ein Emphysem entwickelte. Im Januar 1944 starb er im Hôpital Broussais in Paris.

## Kompositionen
- La percanta
- Receta médica
- Bijou
- La montura
- Eulogia (Los de la banda)
- Manuel Lema
- Juan José
- Mon petit Claude
- El crack Larrea
- Pare la música
- El goruta
- Don Machado
- La Cubanita
- El manantial
- Conflicto
- La pelada
- Mi negra
- Pienso en ti sin cesar
- Amor desesperado
- La flor del pago
- La cantinera